# Parc du Grand Marais d'Amiens
Le parc du Grand Marais est un jardin public créé en 2003 par la municipalité d'Amiens. Il est situé à l'ouest d'Amiens dans le quartier d'Étouvie.

## Caractéristiques

### Réhabilitation d'une ancienne décharge
La réalisation de ce parc en bordure du canal de la Somme s'est inscrit dans le projet de réhabilitation d’une ancienne décharge (plus de 5 m d'épaisseur) par phytorestauration (jardins filtrants). Le parc a une étendue de 26 ha réservés à la promenade (chemins, allées prairies sur 23 ha), au sport (stade de foot américain, terrain de foot d'entraînement) et au jeu (halle et bol de skate board). L'aménagement a été conçu et réalisé, après avoir gagné le concours, par le cabinet d'architecture Alain Farel, avec le paysagiste Guillaume Geoffroy Dechaume et Site et Concept pour la dépollution des sols par phytorestauration..

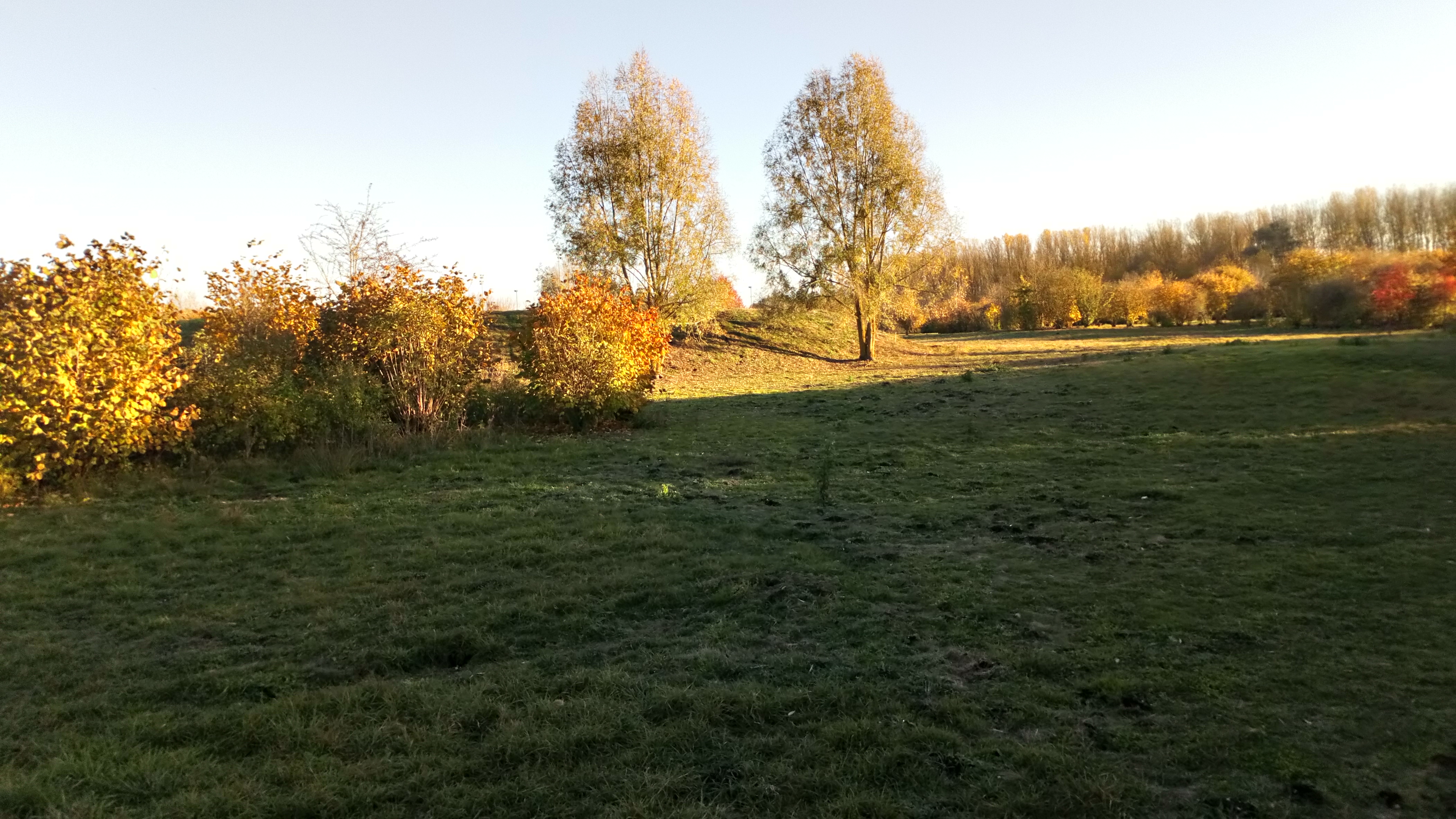
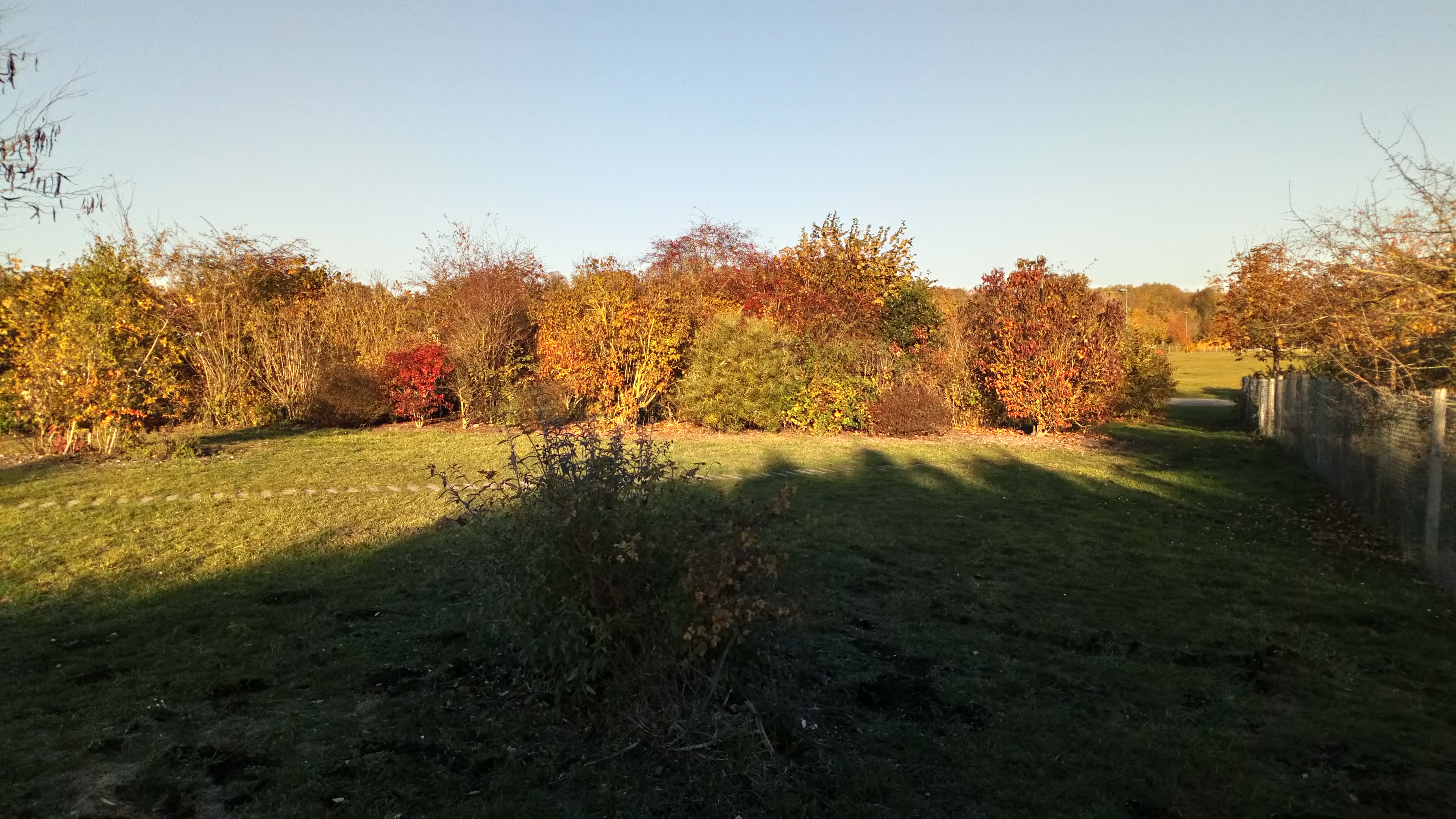
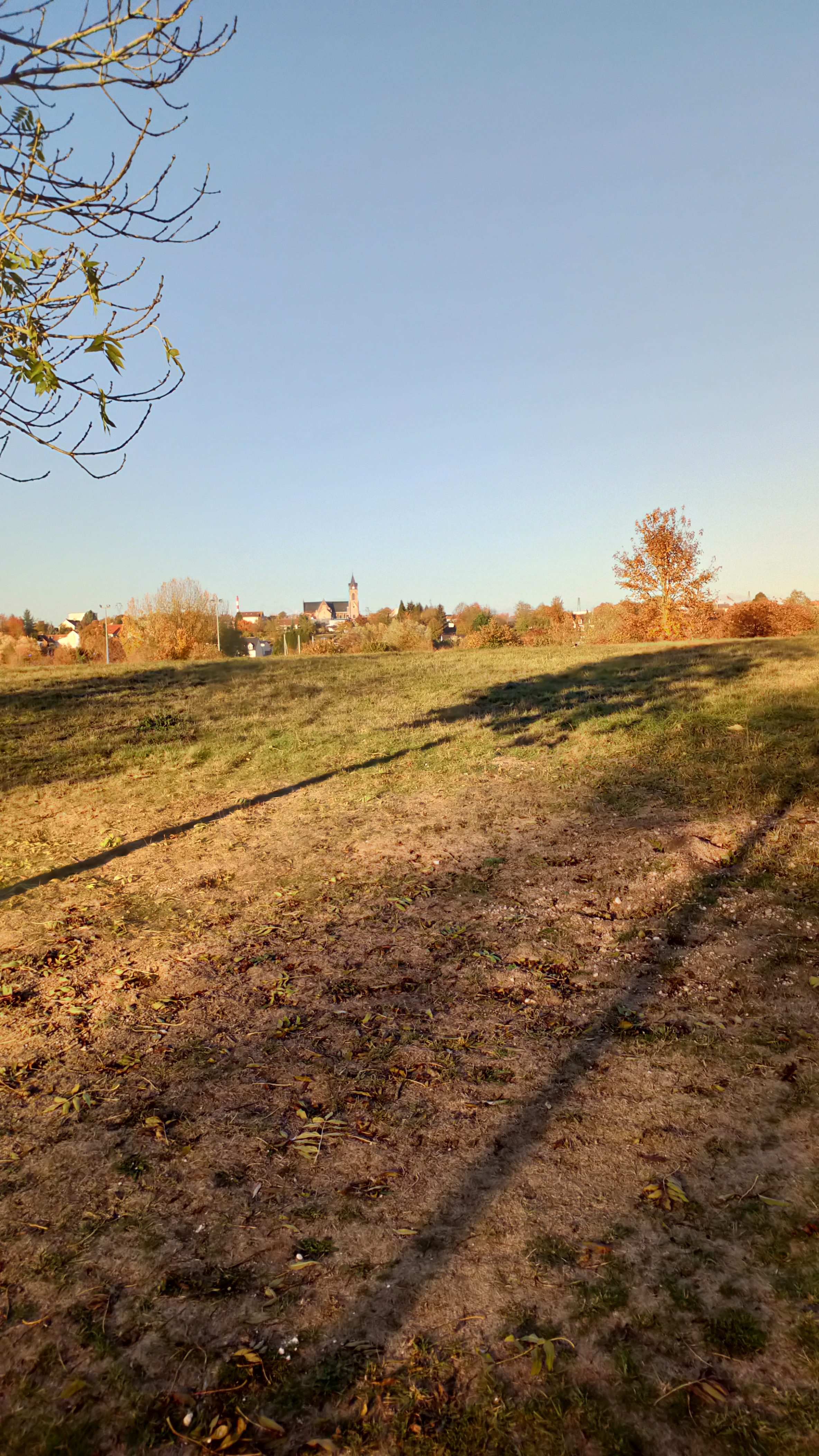

### Aménagement d'un camping

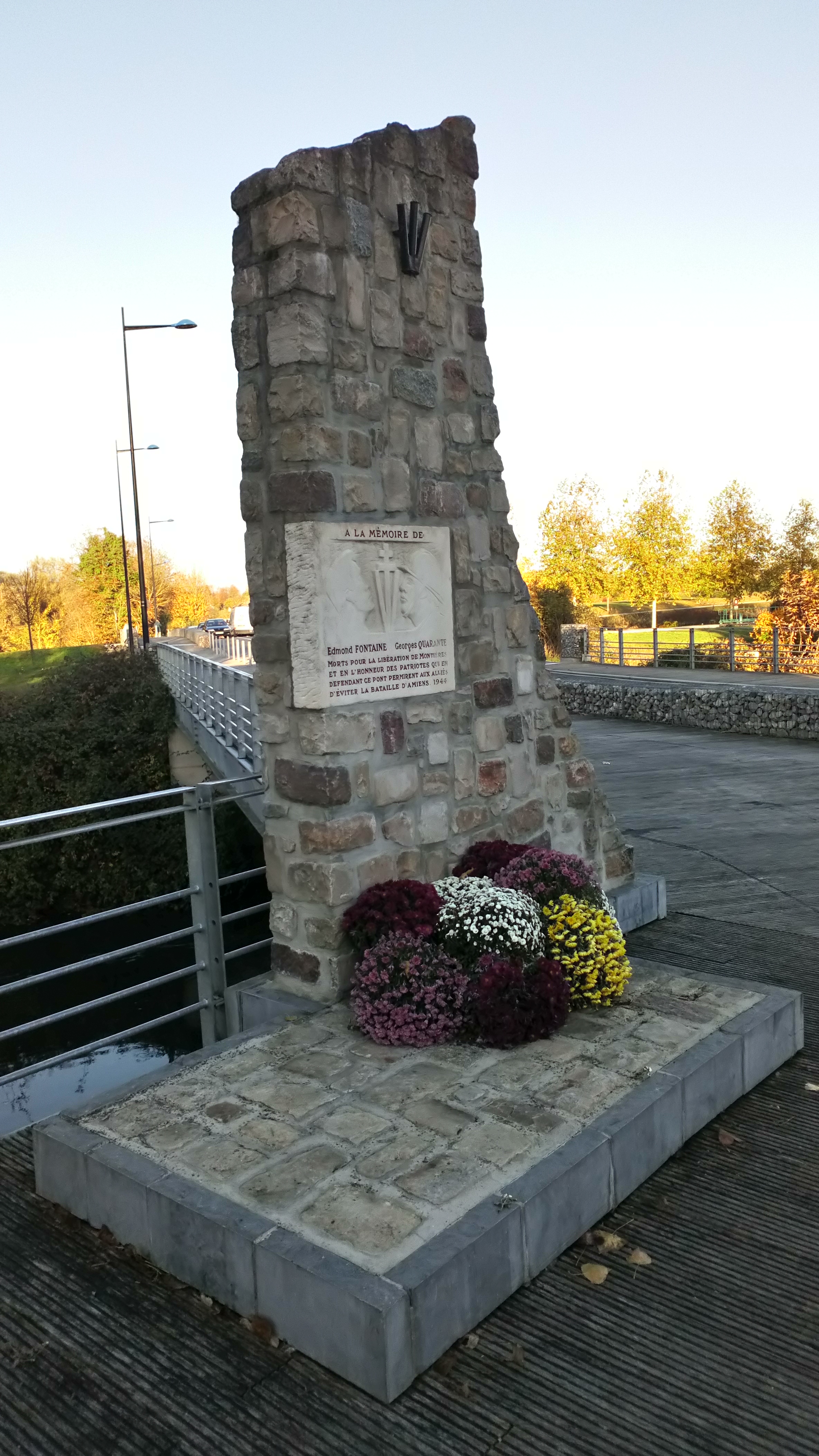

Aux abords a été créé le camping des Cygnes de 3,2 ha.
Un pont reliant les deux rives de la Somme permet un accès plus facile au parc à partir du quartier d'Étouvie.

### Lieu de mémoire
La stèle à la mémoire d'Edmond Fontaine et Georges Quarante, résistants tués par les Allemands le 31 août 1944 en  défendant l’écluse de Montières, lors des combats de la libération d’Amiens, a été démontée pierre par pierre et remontée à l'entrée du pont côté Étouvie. Cette stèle est l’œuvre du sculpteur amiénois Léon Lamotte.

## Pour approfondir